# Poängliga
Poängliga är en sportterm på statistiken över dem som gjort flest poäng i ett lag eller i en serie. Poäng ges till spelaren som skjuter mål och den/de som spelat fram målgöraren (assist). Poängligor förekommer i de flesta lagsporter och räknas oftast fram kontinuerligt under säsongen för en serie eller ett lag. Ofta anges totalpoängen samt antalet mål + assist inom parentes. Ibland anges också antalet spelade matcher. Det finns även separata listor för vem som gör mest mål och flest assist (skytteliga och assistliga). I den nordamerikanska ishockeyligan NHL får den som vinner poängligan vid säsongens slut Art Ross Trophy. En flitig målgörare kallas skyttekung.